# Erwin Offeney
Erwin Offeney   (Szczecin, 2 de juny de 1889 - Berlín, 26 de juliol de 1966) fou un director d'orquestra i compositor alemany.
Offeney, fill d'un músic sènior (músic militar), va estudiar música i medicina després de graduar-se de l'escola secundària el 1909. Durant els seus estudis va dirigir grans orquestres simfòniques de vegades i va fer concerts com a pianista en altres ciutats europees. Després de l’aturada creativa obligatòria a la Primera Guerra Mundial, va compondre operetes i va tocar música d’acompanyament per a pel·lícules mudes. Des de l'1 de maig de 1932, era membre del NSDAP amb el número de membre 1.106.693.
El 1933 va esdevenir cap del departament de música de la Norma-Ton-Film-Gesellschaft. En aquest càrrec, va compondre música cinematogràfica i va conèixer alguns coneguts acordionistes. Això li va donar ganes de tocar ell mateix l'acordió. Des del 1936 va ser professor de piano i acordió a Berlin-Spandau i al mateix temps director de la Spandau Handharmonika-Orchestre amb un enfocament en la música orquestral. El 1935 Offeney i Marc Roland van escriure la música de la pel·lícula antisemita Simplement no et tornis suau, Susanne! El 1937 va ser homenatjat amb la seva orquestra en un festival de música popular a Karlsruhe a l'escola superior.
Els anys següents va compondre; per exemple, les peces Pastorale and Länders, Träumerei, Suite No. 1, Rhapsodische Fantasie in D i Appassionata, que encara es toquen avui, i van escriure l'escola d'acordió bàsica en dos volums The Way to Mastery el 1944 (Bosworth Verlag).
Després de ser interromput per la Segona Guerra Mundial, Offeney va reconstruir la seva orquestra. Com a primera orquestra d'acordió després de la guerra, el conjunt d'Offeney va ser capaç d'inspirar el Titania-Palast complet a Berlín, va tocar a la cadena de televisió de Berlín i el 1953 va participar en un gran esdeveniment davant d'una audiència de 25.000 espectadors.
Amb el trasllat a Wolfsburg (probablement 1957/58) va encetar un començament completament nou. El 12 de novembre de 1961 va fundar el Hohner-Orchestre-Offeney a Wolfsburg, que més tard va passar a anomenar-se Accordion-Orchestre-Wolfsburg.

## Obres
- El camí cap al domini. Gran escola d'acordió tocant segons els últims principis d'ensenyament, dos volums, Verlag Bosworth & Co, Viena / Colònia 1944